# Casa Nova (flygplats)
Casa Nova är en flygplats i Brasilien.   Den ligger i kommunen Casa Nova och delstaten Bahia, i den östra delen av landet, 1 100 km nordost om huvudstaden Brasília. Casa Nova ligger 406 meter över havet.
Terrängen runt Casa Nova är platt. Runt Casa Nova är det glesbefolkat, med 12 invånare per kvadratkilometer..
Omgivningarna runt Casa Nova är huvudsakligen savann.